# 西崎一郎
西崎 一郎（にしざき いちろう、1903年1月14日 - 1983年1月3日）は、日本のアメリカ文学者・翻訳家。
富山県魚津生まれ。1927年東京帝国大学英文科卒。富山高等学校で教え、1937年学習院高等科教師、第二次世界大戦後学習院大学教授、お茶の水女子大学教授、1967年定年、白百合女子大学教授。1973年退職。

## 著書
- 『ヂェー・トムスン』（研究社、英米文学評伝叢書） 1938
- 『英文法要訣』（時事英語社、英語叢書） 1948.11
- 『重要英語問題集 最近入試の出題研究』（山海堂、学習研究新書） 1951
- 『入試研究英語問題の解法』（山海堂、学習研究新書） 1952
- 『学習・入試のための高校英語の総合解決』（葛城書房） 1957

## 共編著
- 『官立大學入學試驗英語問題選集 自大正8年至昭和22年』（北星堂書店） 1948.2
- 『英文法講義』第1-2巻（山田巌補訂、研究社出版） 1949
- 『英文法講義』第3巻（山田巌共著、研究社出版） 1954
- 『8週間で完成する高校英語征服のコツ』（高田直士共著、鶴書房） 1958

## 翻訳
- 『トロイのヘレン 憧れる魂』（ジョン・アースキン、梅沢時子共訳、新鋭社） 1956
- 『兵士の貰つた報酬』（W・フォークナー、時事通信社） 1956
- 『白鯨 モビイ・ディック』（抄訳）（ハーマン・メルヴィル、時事通信社） 1956
- 『草の竪琴』（トルーマン・カポーテ、鍋島能弘共訳、荒地出版社、現代アメリカ文学全集10） 1957
- 『アメリカの現代詩』（ルイーズ・ボーガン、永田正男共訳、評論社、20世紀アメリカ文学研究叢書) 1957
- 『白い沈黙 他 短編集』（ジャック・ロンドン、鍋島能弘共訳、荒地出版社、現代アメリカ文学全集14） 1958
- 『エドワード・ミルズとジョージ・ベントン - 或る物語ほか』（マーク・トウェーン、鏡浦書房、マーク・トウェーン短篇全集2） 1959
- 『マリアン・アンダーソン』（時事新書）  1959
- 『ミシシッピーの人びと』（マーク・トウェーン、須藤信子共訳、鏡浦書房、マーク・トウェーン短篇全集 別巻 1960
- 『続アメリカ短篇集』（大竹勝共訳、荒地出版社） 1960
- 『森・雪・男たち ポール・バンヤン物語』（アイバン・ベンソン、吉武好孝共訳、鏡浦書房） 1961

## 参考
- 「マーク・トウェイン短篇全集」訳者紹介文
- 英語年鑑1984